# Amblyolpium ortonedae
Espèce
Synonymes
- Olpium ortonedae Ellingsen, 1902

Amblyolpium ortonedae est une espèce de pseudoscorpions de la famille des Garypinidae.

## Distribution
Cette espèce se rencontre en Équateur, en Colombie et au Brésil.

## Description
L'holotype mesure 3 mm.

## Étymologie
Cette espèce est nommée en l'honneur de Vicente Ortoneda.

## Publication originale
- Ellingsen, 1902 : Sur la faune de pseudoscorpions de l'Équateur. Mémoires de la Société Zoologique de France, vol. 15, p. 146-168 (texte intégral).